# Sheldon (North Dakota)
Sheldon is een plaats (city) in de Amerikaanse staat North Dakota, en valt bestuurlijk gezien onder Ransom County.

## Demografie
Bij de volkstelling in 2000 werd het aantal inwoners vastgesteld op 135.
In 2006 is het aantal inwoners door het United States Census Bureau geschat op 122, een daling van 13 (-9,6%).

## Geografie
Volgens het United States Census Bureau beslaat de plaats een oppervlakte van
0,5 km², geheel bestaande uit land. Sheldon ligt op ongeveer 336 m boven zeeniveau.

## Plaatsen in de nabije omgeving
De onderstaande figuur toont nabijgelegen plaatsen in een straal van 28 km rond Sheldon.